# Elecció papal de 1287–88

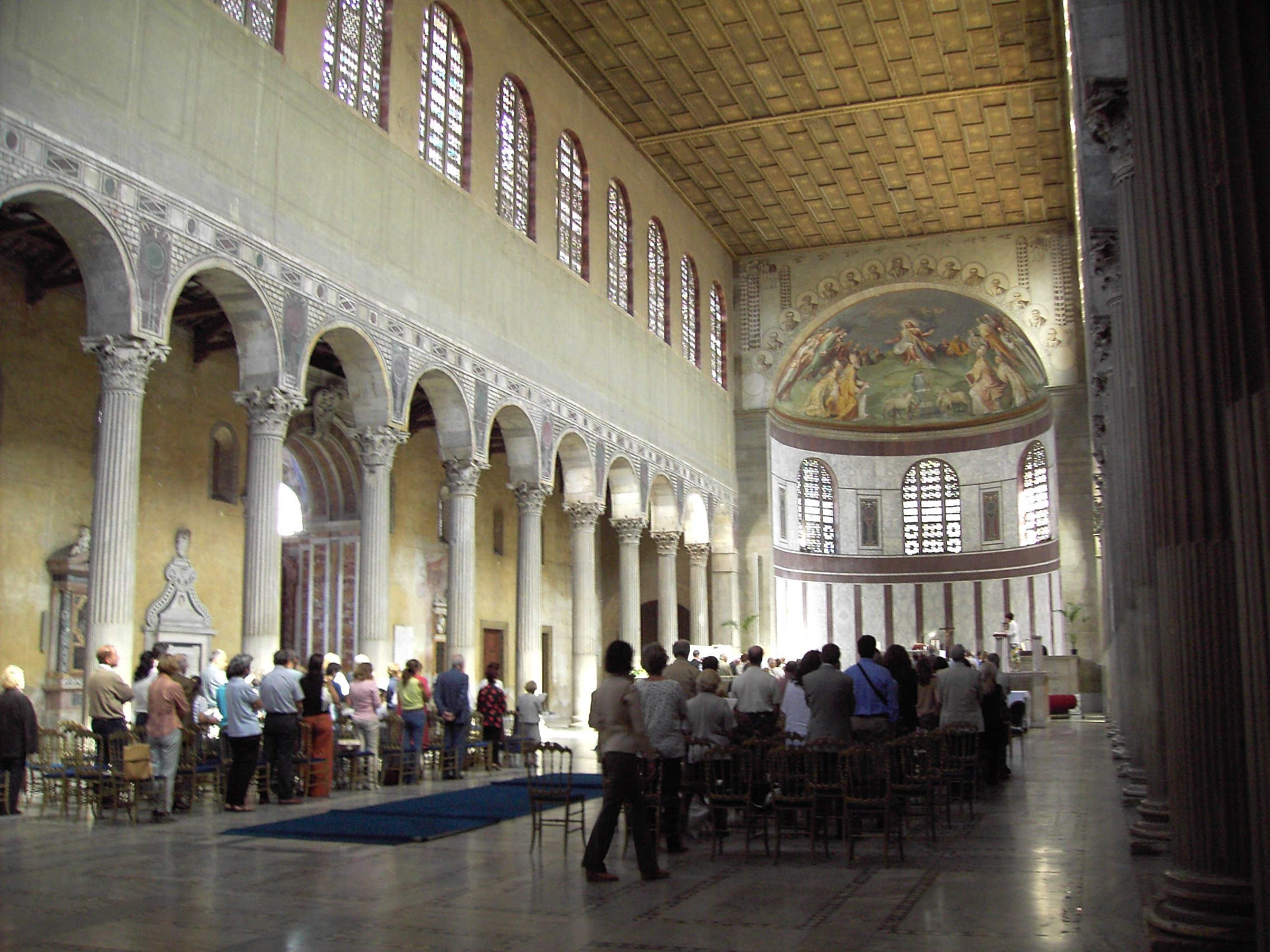
Santa Sabina és una església propera a l'indret de l'elecció

L'elecció papal de 1287-1288, que es va celebrar del 4 d'abril de 1287 al 22 de febrer del 1288, va ser l'elecció papal més mortífera en la història de l'Església Catòlica, ja que sis (o cinc) dels setze (o quinze) cardenals electors van morir durant les deliberacions. Els cardenals van elegir Girolamo Masci, O.Min. com a Papa Nicolau IV, un any després de la mort del Papa Honori IV, que havia mort el 3 d'abril de 1287. Nicolau IV va ser el primer papa franciscà.
La mort dels cardenals s'ha atribuït a la malària. Després de la mort de sis dels cardenals, els electors restants, amb l'excepció de Masci, van marxar de Roma i es van retrobar el 15 de febrer de 1288. Quan els cardenals es van tornar a reunir el febrer del 1288, hi havia set electors menys: Latino Malabranca, Bentivenga de Bentivengis, Girolamo Masci, Bernard de Languissel, Matteo Rosso Orsini, Giacomo Colonna, i Benedetto Caetani. Quan van saber que Masci s'havia quedat a Santa Sabina de Roma els cardenals reunits immediatament el van elegir a ell, però ell va rebutjar l'elecció fins que fou reelegit el 22 de febrer. En aquella època s'atribuí la supervivència de Masci al fet que hauria fet un petit foc a la seva habitació per tal de purificar els vapors pestilents, o mal aria que es creia que portava la malaltia.
L'elecció es va celebrar a prop de Santa Sabina de l'Aventí, al palau Savelli de la Corte Savella, que Honori IV havia construït i utilitzat de facto com a residència papal. Segons Smith, Nicolau IV, com el seu predecessor, "era un partidari dels interessos francesos i un altre exemple de l'ús deshonest de l'autoritat espiritual per a fins polítics, ja que va deixar sense efecte un jurament de Carles II de Nàpols que no convenia a Alfons III d'Aragó".

## Electors
| Elector                          | Origen      | Orde             | Títol                                     | Elevat           | Elevador         | Notes |
| -------------------------------- | ----------- | ---------------- | ----------------------------------------- | ---------------- | ---------------- | --- |
| Bentivenga da Bentivengi, O.F.M. | Acquasparta | Cardenal-bisbe   | Bisbe d'Albano                            | 12 març 1278     | Papa Nicolau III | Degà del Col·legi Cardenalici; Penitenciari major                                                                                                   |
| Latino Malabranca Orsini, O.P.   | Roma        | Cardenal-bisbe   | Bisbe d'Ostia i Velletri                  | 12 març 1278     | Papa Nicolau III | Inquisidor General; nebot del Papa Honori IV |
| Bernard de Languissel            | França      | Cardenal-bisbe   | Bisbe de Porto i Santa Rufina             | 12 abril 1281    | Papa Martí IV    | |
| Giovanni Boccamazza              | Roma        | Cardenal-bisbe   | Bisbe de Frascati                         | 22 desembre 1285 | Papa Honori IV   | Cardenal-nebot |
| Gerardo Bianchi                  | Parma       | Cardenal-bisbe   | Bisbe de Sabina                           | 12 març 1278     | Papa Nicolau III | Algunes fonts indiquen que estava absent |
| Girolamo Masci, O.F.M.           | Ascoli      | Cardenal-bisbe   | Bisbe de Palestrina                       | 12 març 1278     | Papa Nicolau III | Elegit Papa Nicolau IV |
| Jean Cholet                      | França      | Cardenal-prevere | Títol de S. Cecilia                       | 12 abril 1281    | Papa Martí IV    | Protoprevere |
| Matteo Rosso Orsini              | Roma        | Cardenal-diaca   | Diaca de S. Maria in Portico              | 22 maig 1262     | Papa Urbà IV     | Protodiaca després de la mort de Goffredo da Alatri; arxipreste de la Basílica Vaticana des del 1278; cardenal-protector de l'Orde dels Franciscans |
| Giacomo Colonna                  | Roma        | Cardenal-diaca   | Diaca de S. Maria in Via Lata             | 12 març 1278     | Papa Nicolau III | Arxipreste de la Basílica de Santa Maria Major |
| Benedetto Caetani                | Anagni      | Cardenal-diaca   | Diaca de S. Nicola in Carcere Tulliano    | 12 abril 1281    | Papa Martí IV    | Futur Papa Bonifaci VIII |
| Goffredo da Alatri†              | Alatri      | Cardenal-diaca   | Diaca de S. Giorgio in Velabro            | 17 desembre 1261 | Papa Urbà IV     | Protodiaca; Mort el 1287, possiblement durant la seu vacant després del 3 d'abril de 1287                                                           |
| Giordano Orsini†                 | Roma        | Cardenal-diaca   | Diaca de S. Eustachio                     | 12 març 1278     | Papa Nicolau III | Mort durant la seu vacant el 8 de setembre de 1287                                                                                                  |
| Hugh of Evesham†                 | Anglaterra  | Cardenal-prevere | Títol de S. Lorenzo in Lucina             | 12 abril 1281    | Papa Martí IV    | Mort durant la seu vacant el 4 de setembre de 1287                                                                                                  |
| Gervais Jeancolet de Clinchamp†  | França      | Cardenal-prevere | Títol de Ss. Silvestro e Martino ai Monti | 12 abril 1281    | Papa Martí IV    | Mort durant la seu vacant el 15 de setembre de 1287                                                                                                 |
| Glusiano de Casate†              | Milà        | Cardenal-prevere | Títol de Ss. Marcellino e Pietro          | 12 abril 1281    | Papa Martí IV    | Mort durant la seu vacant el 8 d'abril de 1287 |
| Geoffroy de Bar†                 | França      | Cardenal-prevere | Títol de S. Susanna                       | 12 abril 1281    | Papa Martí IV    | Mort durant la seu vacant el 21 d'agost de 1287 |